# Ingo Hertzsch
Ingo Hertzsch est un footballeur allemand né le 22 juillet 1977 à Meerane. Il évolue au poste de défenseur central.

## Carrière
- 1997-2003 : Hambourg SV  Allemagne
- 2003-2004 : Bayer Leverkusen  Allemagne
- 2003-2004 : Eintracht Francfort  Allemagne
- 2004-2006 : FC Kaiserslautern  Allemagne
- 2006-2009 : FC Augsbourg  Allemagne
- 2009- : RB Leipzig  Allemagne[1]

## Palmarès
- 2 sélections et 0 but en équipe d'Allemagne entre 2000 et 2002